# Dar Pomorza
Dar Pomorza (pl. "Pommerns gåva") är en tremastad fullriggare, som numera ligger som museifartyg i Gdynia. Fartyget byggdes 1909 av Blohm + Voss och tjänstgjorde under namnet Prinzess Eithel Friedrich som tyska handelsflottans skolfartyg fram till utbrottet av första världskriget. Under kriget var hon moderskepp för tyska u-båtsflottan i de tyska kolonierna. Från 1930 till 1981 var hon skolfartyg för den polska handelsflottan.
Efter första världskriget kom fartyget till Frankrike som en del av det tyska krigsskadeståndet. Där bytte man 1926 namn på fartyget till Colbert för att nyttja henne som skolfartyg, men i stället överlät man henne 1927 till Baron de Foreste från Nantes som ersättning för nyttjandet av hans yacht Torane under kriget. 
Ombyggnaden av fartyget till lyxyacht visade sig bli alltför omfattande, och fartyget förblev liggande vid kaj i Saint-Nazaire fram till 1929 då polska staten (Pomorski Komitet Floty Narodowej) köpte henne för användning som skolfartyg för en summa av £ 7 000. 
Fartyget fick namnet Pomorza och bogserades till Nakskov i Danmark för en genomgripande renovering. Hon var då i mycket dåligt skick, delvis på grund av en lång och stormig bogsering från Saint-Nazaire. Reparations- och moderniseringsarbetet tog fem månader, då bland annat en dieselmotor (MAN 430 hk) installerades vilken kan få upp skeppet i en hastighet av drygt nio knop. Efter renovering fick hon heta Dar Pomorza, efter insamlingar som gjorts för fartygets renovering i området Pomorze i Polen. (Dar = gåva). Fartyget anlöpte Polen 1930 och tilldelades Högre Sjöskolan i Gdynia, för utbildning av handelsflottans officerskår. 
Den 25 augusti 1939 kom skolfartyget första gången till Sverige efter att Polen blivit anfallet och indraget i andra världskriget. Hon anlöpte först Oxelösund, men flyttades  1 september 1939 till Stockholm. Den 21 oktober 1945 återvände hon till Polen.
Som polska handelsflottans skolfartyg gjorde hon två världsomseglingar, den första 1934–35. År 1972 vann hon flera olika utmärkelser under The Cutty Sark Tall Ships' Races.

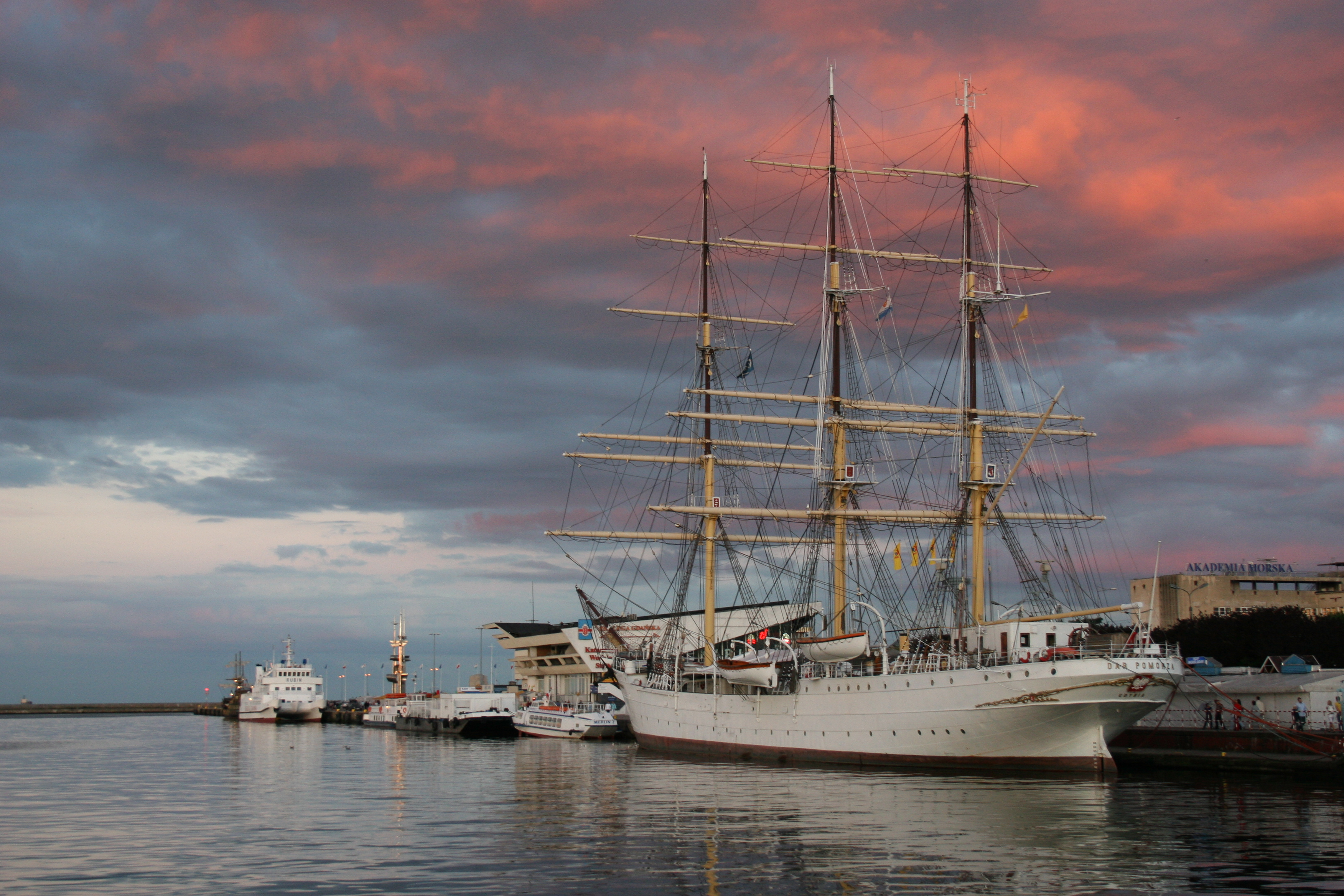
Dar Pomorza i Gdynias hamn 2008.

Den sista seglatsen som skolfartyg avslutades i september 1981. Hon hann tillryggalägga 500 000 sjömil som skolfartyg (motsvarar 25 varv runt jorden), och utbilda 13 384 kadetter under 51 års tjänst. Skeppet gjorde totalt 105 resor och anlade 383 hamnar. Den 4 augusti 1982 halades flaggan för sista gången på Dar Pomorza, och överfördes till det nya skolfartyget fullriggaren Dar Młodzieży (Ungdomens gåva). Sedan 27 maj 1983 är fartyget ett museum i Gdynia och ett populärt turistmål.
I juni 1986 opererade amatörradiostationen SP0DM från Dar Pomorza, utställd av SP2ZCD - HKŁ Audion vid KH ZHP.

## Befälhavare(kaptener)
- Konstanty Matyjewicz-Maciejewicz
- Konstanty Kowalski
- Kazimierz Jurkiewicz
- Tadeusz Olechnowicz
- S. Gorazdowski

## Tekniska data
- Byggår:       1909
- Typ:          Fregatt
- Segelyta:     2 100 m²
- BRT:          2 500 ton
- LÖA max:      93 m
- Skrov:        80,3 m
- Bredd:        12,6 m
- Höjd max:     41,4 m
- Djup:         5,7 m
- Manskap:      189 varav 28 fast anställda
- Konstruktion: Stål
- Hjälpmaskin:  MAN 430 hk (316 kW) diesel
- Byggd:        Blohm + Voss, Hamburg
- Uppmätt fart under segel:

Genomsnitt: 5 knop.
Högsta uppmätta: 17 knop.